# Gelidiaceae
Famille
Les Gelidiaceae sont une famille d’algues rouges de l’ordre des Gelidiales.
La plupart servent à la fabrication de l'agar-agar.

## Liste des genres
Selon AlgaeBase (25 janvier 2019) :
- genre Acanthopeltis Okamura
- genre Acrocarpus Kützing
- genre Acropeltis Montagne
- genre Beckerella Kylin
- genre Capreolia Guiry & Womersley
- genre Chaetangium Kützing
- genre Gelidiophycus G.H.Boo, J.K.Park & S.M.Boo
- genre Gelidium J.V.Lamouroux
- genre Onikusa Akatsuka
- genre Porphyroglossum Kützing
- genre Ptilophora Kützing
- genre Suhria J.Agardh ex Endlicher
- genre Yatabella Okamura

Selon ITIS (12 septembre 2013) :
- genre Gelidiocolax
- genre Gelidiopsis K. J. F. Schmitz, 1895
- genre Gelidium J. V. Lamour.
- genre Pterocladia J. Agardh, 1852

Selon NCBI (12 septembre 2013) :
- genre Acanthopeltis
- genre Beckerella
- genre Capreolia
- genre Gelidiella
- genre Gelidium
- genre Onikusa
- genre Parviphycus
- genre Pterocladia
- genre Pterocladiella
- genre Ptilophora
- genre Suhria
- genre Yatabella

Selon World Register of Marine Species (12 septembre 2013) :
- genre Acanthopeltis Okamura, 1892
- genre Capreolia Guiry & Womersley, 1993
- genre Gelidium J.V. Lamouroux, 1813
- genre Onikusa Akatsuka, 1986
- genre Porphyroglossum Kützing, 1847
- genre Ptilophora Kützing, 1847
- genre Yatabella Okamura, 1900
- genre Acrocarpus Kützing, 1843